# Kurt Aust
Pour les articles homonymes, voir Aust (homonymie).
Kurt Aust, nom de plume de Kurt Østergaard, né le 6 décembre 1955 à Ikast, au Danemark, est un écrivain norvégien, auteur de roman policier historique.

## Biographie
En 1997, il aborde l'écriture en rédigeant le scénario de Slaveskipet Fredensborg, une bande dessinée.
En 1999, il publie son premier roman, Vredens dag avec lequel il remporte le Aschehougs debutantstipend (da) 1999. Appartenant au genre du roman policier historique, ce roman met en scène Thomas de Bouebergue, un professeur de l'Université de Copenhague, et Petter Hortten, son jeune assistant. Leurs aventures sont situées à la fin du XVIIe siècle et au début du XVIIIe siècle. Avec Hjemsøkt, paru en 2003, il est lauréat du prix Riverton 2003 et du prix Clé de verre 2004.
En 2006, il fait paraître La Confrérie des invisibles (De usynlige brødre), un premier roman policier dont l'action se déroule à l'époque contemporaine, et donne également une pièce de théâtre historique intitulée Løvøyspillet.
En 2008, il signe le roman historique Kaos og øyeblikkets renhet.

## Œuvre

### Romans policiers
- Vredens dag (1999)
- Den tredje sannhet (2001)
- Hjemsøkt (2003)
- Kongefrykt (2004)
- De usynlige brødre (2006) Publié en français sous le titre La Confrérie des invisibles, Paris, City éditions, 2008  (ISBN 978-2-35288-131-5) ; réédition, Paris, City éditions, coll. « City poche », 2010  (ISBN 978-2-35288-394-4)
- Hevnens alkymi (2009)
- Når døde hvisker (2011)
- Stumme skrik (2013)
- Dødt løp (2015)

### Autres romans
- Kasper & Måns. Den store kaosdagen (2006), ouvrage de littérature d'enfance et de jeunesse écrit en collaboration avec Kin Wessel
- Kaos og øyeblikkets renhet (2008), roman historique

### Théâtre
- Løvøyspillet (2006)

### Autres ouvrages
- Slaveskipet Fredensborg (1997), écrit en collaboration avec Kin Wessel et Leif Salvesen
- Symboler & demoner (2010)

## Prix et distinctions

### Prix
- Aschehougs debutantstipend (da) 1999 pour Vredens dag[1]
- Prix Riverton 2003 pour Hjemsøkt[2]
- Prix Clé de verre 2004 pour Hjemsøkt[3],[4]